# Грицай Роман Степанович
Грица́й Рома́н Степа́нович (26 листопада 1887, м. Львів — 16 квітня 1968, м. Рогатин) — український архітектор, живописець, графік.

## Біографія
Роман Грицай був одним із сімох дітей адвоката Степана Грицая. Батько був українцем, мати — полькою. Родина мешкала у Львові на вулиці Вірменській, 13.
Закінчив Львівську академічну гімназію (1906), вступив на відділ будівництва Львівської політехніки (1910). На той час деканом відділу був український архітектор Іван Левинський. Закінчив навчання 1912 року. Короткий час працював в архітектурно-проєктному бюро Івана Левинського. 
Із початком першої світової війни був мобілізований до резервного батальйону 41 піхотного полку. 3 грудня 1916 року відкликаний для роботи по відбудові господарства Галичини. Займався оглядом, обмірами та описом різних архітектурних об'єктів. У цей час створені відповідні експозитури для відбудови зруйнованих об`єктів. Роман Грицай потрапив в місто Рогатин, де керівником експозитури був інженер В. Дидинський. Його заступником призначили Грицая. Почалось проектування та відновлення будинків, перш за все, центральної частини міста. Через два роки В.Дидинський виїхав до м. Дрогобича, а його місце посів інженер Грицай. Відкрив своє інженерно-архітектурне бюро. Саме в цей період (1922–1939 рр.) розгорнув свій талант як архітектор. Захоплювався аквареллю, відтворюючи пам'ятки. Одружився із донькою рогатинського пароха о. Кудрика та від травня 1923 року осів у Рогатині, де працював міським інженером-архітектором до 1944 року. 
За період польської адміністрації займав посаду заступника голови міської управи (магістрату), а також вчителював у Рогатинській гімназії – проводив уроки креслення, малювання і трудового навчання. В культурно-освітньому житті Рогатинщини проявив себе як активний член товариства «Просвіта», мав власну бібліотеку, багато читав, вільно володів німецькою та польською мовами, захоплювався шахами . 
У жовтні 1945 року заарештований. Військовий трибунал МВС Станіславської області 25 квітня 1946 року засудив Романа Грицая на 15 років каторжних робіт засуджений за статтею 54-а КК УРСР із конфіскацією майна та висланий до Тайшету Іркутської області. Передбачаючи свій арешт, Роман Грицай сховав частину своїх проєктів та акварелей у подвійній задній стінці шафи. Повернувся із заслання 19 листопада 1955 року. Хоч у будинку мешкали чужі люди, сховані роботи збереглись неушкодженими. Наново оселився у Рогатині. Жив у злиднях, винаймаючи кімнату і отримуючи 10 карбованців пенсії. Помер 16 травня 1968 року. Похований у родинному склепі у Рогатині, навпроти пам'ятника воїнам УГА, збудованого за його проєктом і дивом уцілілого в радянські часи.  

28 квітня 1992 р. на фасаді Рогатинської центральної районної бібліотеки (будинку, який збудував Роман Грицай) відкрито меморіальну таблицю Роману Грицаю, а одну із вулиць м. Рогатина названо його іменем. 

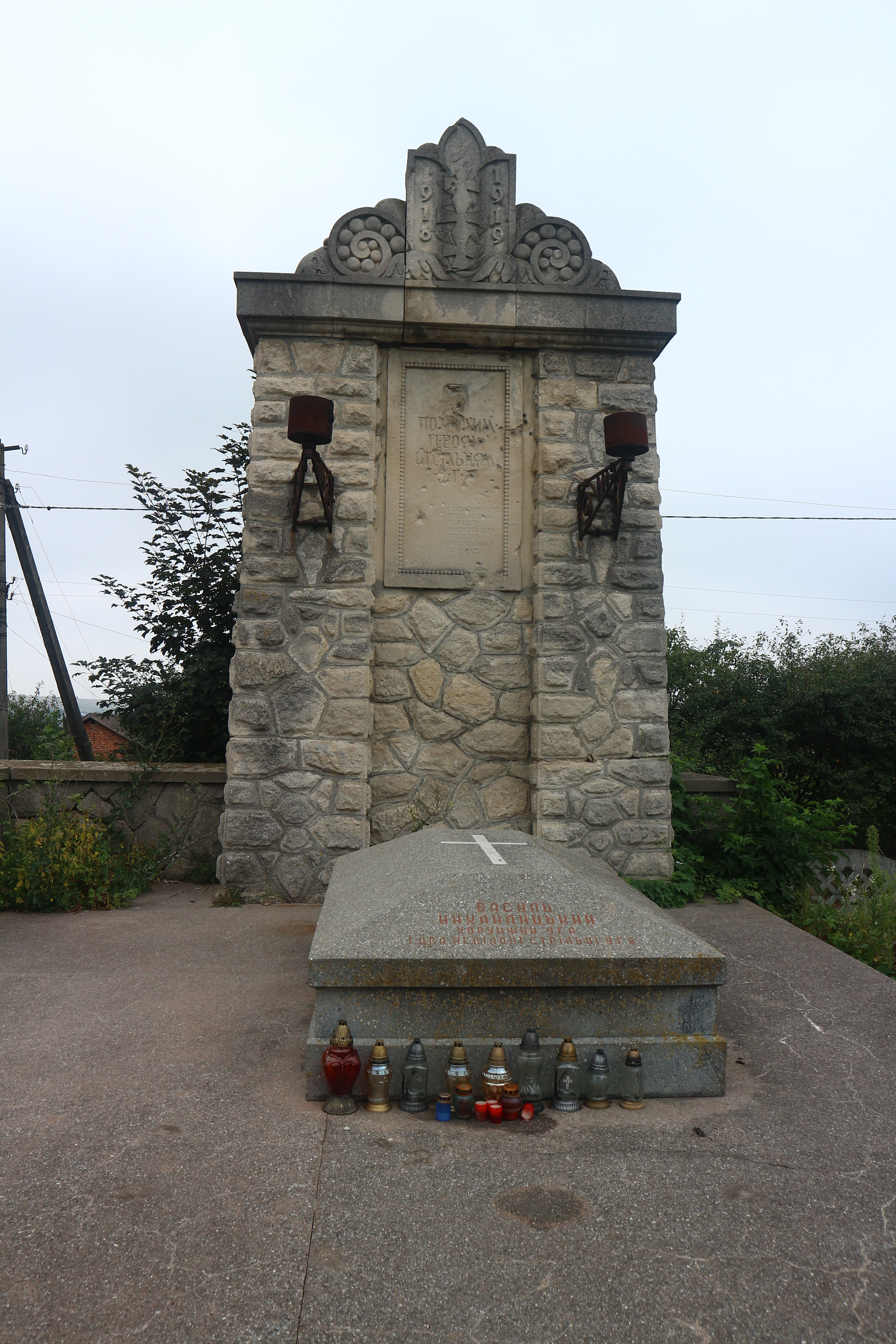
Пам'ятник стрільцям УГА (1928)

## Діяльність

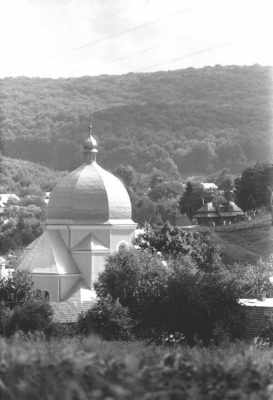
Церква св. Миколая, с. Кліщівна (1930–1938)

- Проєкт будинку українського Національного музею у Львові (1914–1920). Виконаний в стилі українського модерну зі стилізаціями гуцульського мистецтва. Проєкт не реалізований.
- Проєкти церков у Тернополі.
- Численні проєкти народних домів.
- Надгробні пам'ятники у модерних формах. Проєкт цвинтарної каплиці зі стилізованим хрестом, призначений ймовірно для стрілецького меморіалу на горі Маківці (1930).
- Церква святого Іоана Богослова на вулиці Потоцького (нині Генерала Чупринки), 101 у Львові. Будівництво почато 1936 року. Вважається першою модерністичною українською сакральною спорудою. У 1950-х роках перебудована під бібліотеку Лісотехнічного інституту.
- Пам'ятник полеглим воїнам Української Галицької Армії в Рогатині у формах ар-деко і необароко (1928).
- Польська гімназія ім. Петра Скарги в Рогатині (1933)
- Рогатинський маґістрат, тепер Рогатинська районна бібліотека
- Конкурсний проєкт відновлення церкви Святого Духа у Львові на вулиці Коперника (1943, третя премія).
- Церква святого Миколая в селі Кліщівна Рогатинського району. Проєкт розроблений 1930, будівництво завершено 1938 року. Проєкту однак дотримано недокінця — замість трикутної бані влаштовано цибулясту, що порушило цілісний первинний задум.
- Церква в Юнашкові (будівництво завершено 1938 року).
- Вілла Богдана Лепкого «Богданівка» в селі Черче, а також каплиця у стилі модерн (1930-ті). Одна з найкращих модернових каплиць Галичини. Знищена в радянський час.
- Дзвіниця при церкві св. Юра в Бабинцях Долішніх (стару дзвіницю перед розбиранням обміряно). Повторена пізніше у селі Підгороддя.
- Нереалізовані проєкти церков: дерев'яної (1937) та мурованої (1939) церкви в Свистільниках, кілька варіантів перебудови церкви в Мельній.
- Автор титулу і віньєтки «Ілюстрованого календаря товариства „Просвіта“ на 1910 рік».Рогатинська міська управа «MAGISTRAT», тепер Рогатинська районна бібліотекаМеморіальна дошка Роману ГрицаюМонастир сестер Василіянок в м. Івано-Франківську. У 1911- 1913 рр. його будували архітектори І. Левинський та О. Лушпинський, а в 1939 р. закінчив Р. Грицай

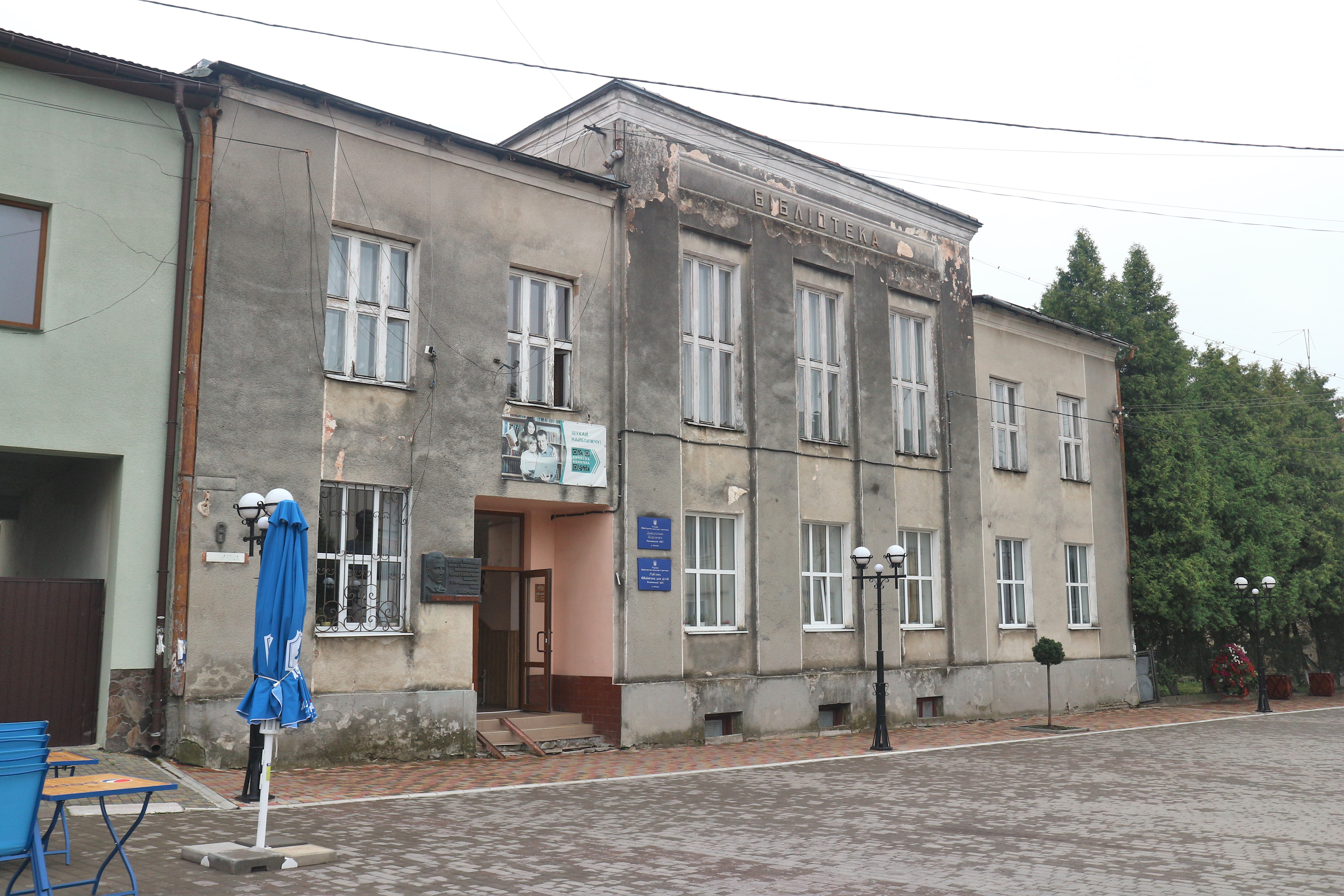
Рогатинська міська управа «MAGISTRAT», тепер Рогатинська районна бібліотека

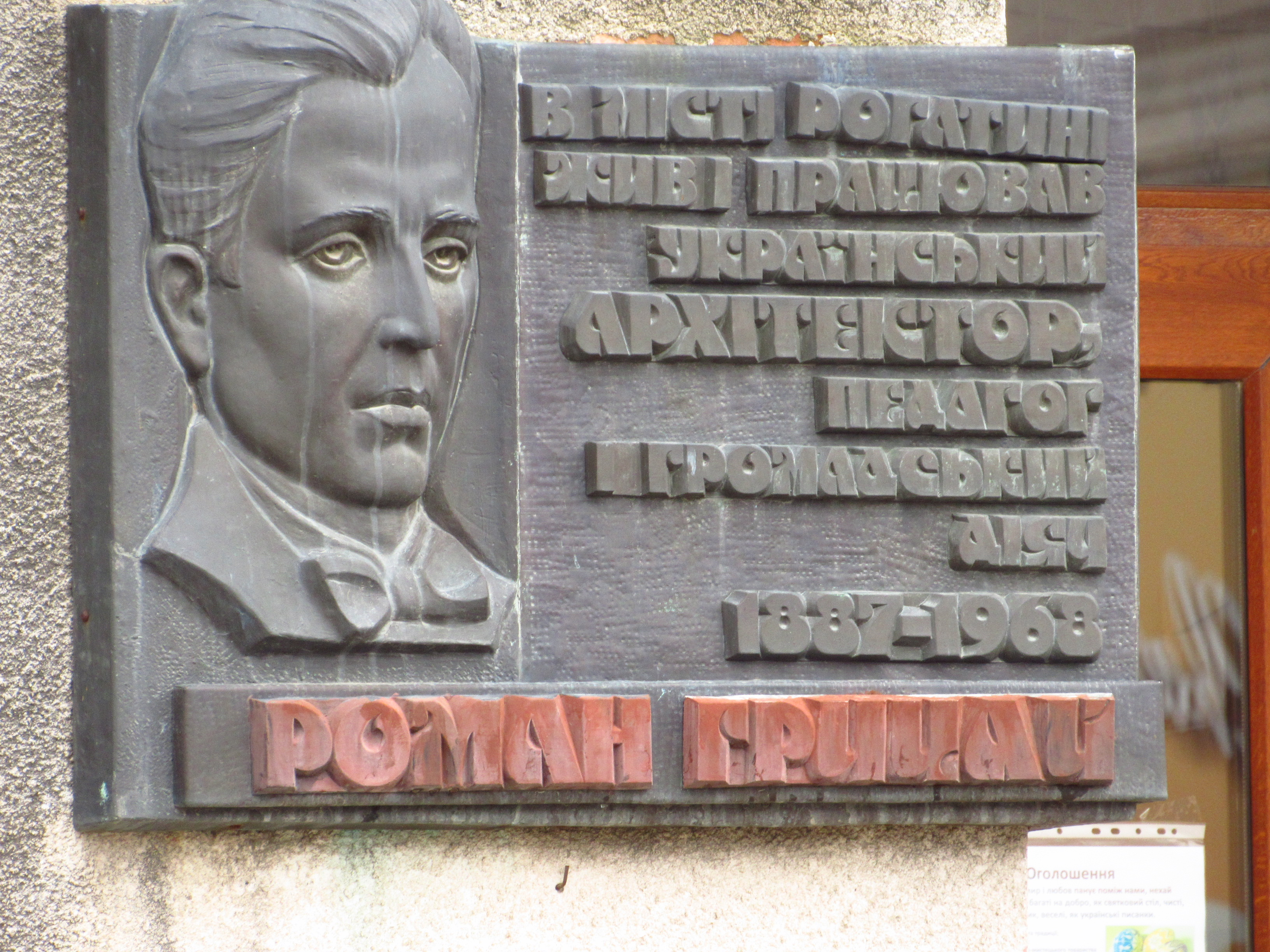
Меморіальна дошка Роману Грицаю

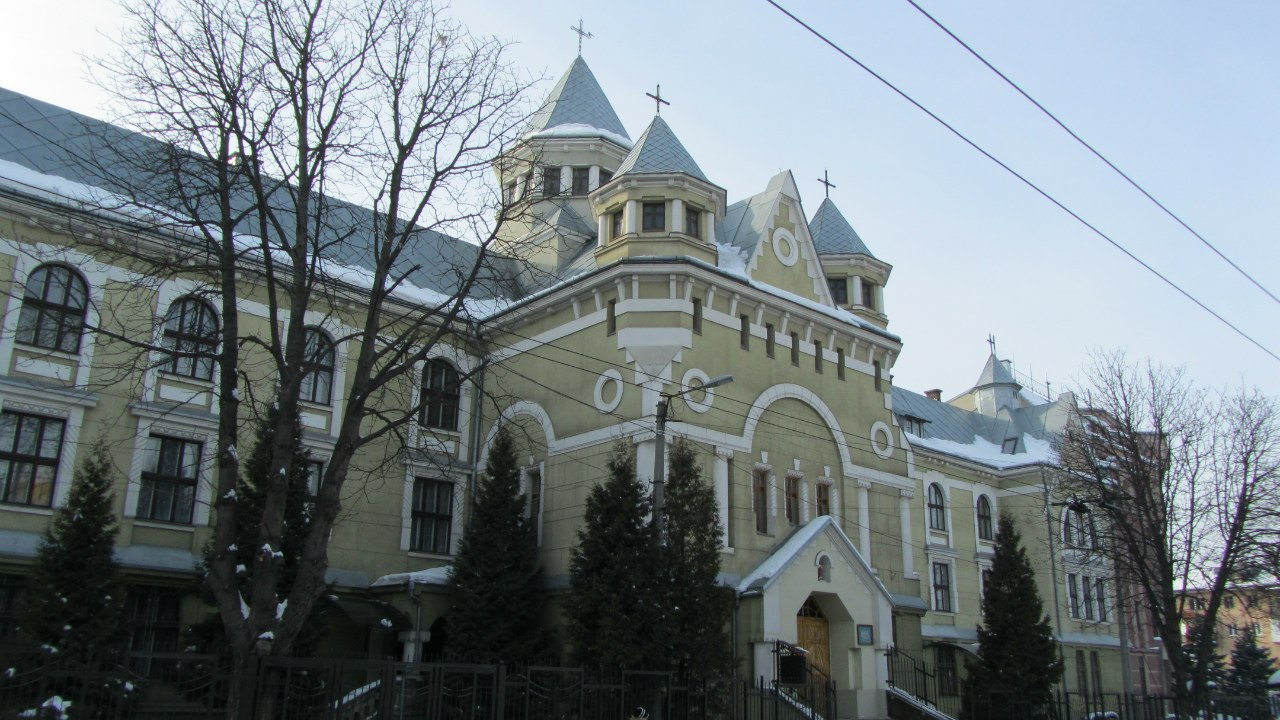
Монастир сестер Василіянок в м. Івано-Франківську. У 1911- 1913 рр. його будували архітектори І. Левинський та О. Лушпинський, а в 1939 р. закінчив Р. Грицай